# ヴェロニカ・ハート
ヴェロニカ・ハート Veronica Hart（本名Jane Esther Hamilton、ラスベガス（ネバダ州）出身、1956年10月27日 - ）は、主に1980年代に活躍したアメリカ合衆国の元ポルノ女優、現ポルノ映画監督。彼女は時にJane Esther Hamilton、Jane Hamilton、V. Hart, Veronica Heart、Victoria Holt、Kathryn Stanleigh、Randee Styles、just Veronicaとクレジットされている。ハートは、AVN殿堂とXRCO殿堂双方のメンバーである。

## 来歴
ハミルトンは、1979年にネバダ大学ラスベガス校を卒業し、演劇の学位を取得した。卒業後彼女はイングランドで過ごし、一般向けのモデルと女優を続けた。
彼女がポルノ映画への転身を決めたのは、コーヒー沸かしによる不運な事故の後（それは彼女の身体に傷跡を残した）の事であった。ポルノ映画出演は1980年から1984年まで精力的に続いた。ヴェロニカ・ハートは、『テクニシャン/貴婦人 (Amanda by Night) 』、『ROOM MATES/ブルーコア (Roommates) 』、『令嬢物語/ハード・コア (A Scent of Heather) 』の演技で最も知られている。（2008年）現在彼女はポルノ映画を監督し、編集し、製作している。その一方で、彼女は一般向けと成人向きの作品双方で時折（セックスシーン抜きで）カメオ出演している。
彼女の人生のイベントはポール・トーマス・アンダーソン監督の映画『ブギーナイツ』（1997年）の登場人物、アンバー・ウェイブスの発想の源の1人となった事だった。ヴェロニカは『ブギーナイツ』において、アンバーと彼女の元夫が息子の養育権をめぐり、裁判所で争うシーンにオマリー判事役で出演した。ヴェロニカは後にもう1作、アンダーソン監督の映画『マグノリア』にも出演した。

## 主なテレビ出演
- 『シックス・フィート・アンダー』の2001年7月1日放送のエピソード1.5「An Open Book（開いた本）」でジーン・ルイーズ・マッカーサー、別名ビベカ・セント・ジョンを演じた。
- 『Lady Chatterly's Stories 』の2001年2月17日放送のエピソード2.3「The Manuscript」でエイミーを演じた。（ジェーン・ハミルトン名義）
- 『First Years 』のエピソード1.4「Porn in the U.S.A.」でローラを演じた。

## 受賞歴

### 受賞
- 1981年
  - AFAA 最優秀主演女優賞 – 『テクニシャン/貴婦人 (Amanda by Night) 』[5]
- 1982年 
  - AFAA 最優秀主演女優賞 – 『ROOM MATES/ブルーコア (Roommates) 』[5]
  - AFAA 最優秀助演女優賞 – 『ダーティ・リップス/女の欲望 (Foxtrot) 』[5]
  - CAFA 最優秀主演女優賞 – 『ROOM MATES/ブルーコア (Roommates) 』[5]
- 1996年
  - AVN 最優秀ノンセックス演技賞 – 『Nylon 』[6]
- AVN殿堂入り[1]
- Legends of Erotica[7]
- XRCO殿堂入り[2]

### ノミネート
- 2001年
  - AVN 最優秀監督賞（ビデオ） - 『White Lightning 』[8]
- 2002年
  - AVN 最優秀監督賞（映画） - 『Taken 』[9]
- 2003年
  - AVN 最優秀監督賞（ビデオ） - 『Crime and Passion 』[10]
- 2004年
  - AVN 最優秀監督賞（映画） - 『Barbara Broadcast Too 』[11]
- 2004年
  - AVN 最優秀監督賞（映画） - 『Misty Beethoven: The Musical 』[12]
- 2006年
  - AVN 最優秀ノンセックス演技賞 - 『Eternity 』[13]
- 2007年
  - AVN 最優秀ノンセックス演技賞 - 『Sex Pix 』[14]
- 2008年
  - AVN 最優秀ノンセックス演技賞 - 『Delilah 』[15]

## 文献
- サム・フランク Sam Frank 著『Sex in the Movies（映画の中のセックス）』(Citadel Press, 1986年 : ISBN 978-0806509990)：彼女に献呈され、章の1つは彼女の初期の職歴について書かれている。
- ニコラス・バルバーノ Nicolas Barbano 著『Verdens 25 hotteste pornostjerner（世界で最も人気の高い25人のポルノスター）』(デンマーク、ロシナンテ社 1999年 : ISBN 87-7357-961-0) ：彼女について書かれた章がある。